# Saint-Laurent-de-la-Salanque
Saint-Laurent-de-la-Salanque là một xã trong tỉnh Pyrénées-Orientales, vùng Occitanie phía nam nước Pháp. Xã Saint-Laurent-de-la-Salanque nằm ở khu vực có độ cao từ 0-7h mét trên mực nước biển.